# Aylâ Neusel
Aylâ Neusel (* 5. Januar 1936 in Istanbul) ist eine türkisch-deutsche Hochschulforscherin und Wissenschaftsmanagerin. Sie war von 1986 bis 1990 Vizepräsidentin der Gesamthochschule Kassel und ist seit 2001 emeritiert.

## Leben und Wirken
Aylâ Neusel studierte von 1955 bis 1962 an der TH Stuttgart Architektur, arbeitete von 1963 bis 1970 als Wissenschaftliche Assistentin am Lehrstuhl für Statik und Tragkonstruktionen und leitete dort 1969/1970 die Forschungsgruppe Didaktik der Tragwerkslehre. 1979 wurde sie zum Dr.-Ing. promoviert.
Von 1971 bis 1976 war sie Mitglied der Projektgruppe zur Gründung der Gesamthochschule Kassel und ab 1973 Leiterin der Planungsgruppe. 1986 wurde sie Vizepräsidentin der Gesamthochschule Kassel und 1988 für eine zweite Amtszeit in diese Funktion wiedergewählt. 1988 wurde sie als Honorarprofessorin für Hochschulforschung berufen.
Von 1992 bis 1997 war sie Vorsitzende von Kommissionen zur Förderung der Frauenforschung beim Niedersächsischen Ministerium für Wissenschaft und Kultur.
Aylâ Neusel war Organisatorin und von 1999 bis 2003 Präsidentin der Internationalen Frauenuniversität „Technik und Kultur“ (ifu), die anlässlich der Weltausstellung 2000 in Hannover als Hochschulreformexperiment von Frauen für Frauen gegründet wurde. An der ifu studierten 700 Frauen aus 95 Ländern und erwarben international anerkannte Zertifikate (nach ECTS).
2001 ging sie in den Ruhestand.
2002 wurde sie vom Internationalen Hochschulkonsortium mit dem Aufbau des Woman’s Institute of Technology, Development, and Culture (W.I.T.) beauftragt.
Aylâ Neusel war mit dem 2020 verstorbenen Bildhauer Günter Neusel verheiratet. Ihre Tochter Mara Neusel verstarb 2014, außerdem haben sie einen Sohn.
Anlässlich des 50-jährigen Jubiläums der Universität Kassel wurde Aylâ Neusel von Umut Kienast-Duyar und Ella von der Haide 2021 in einem Podcast über die wichtigen Stationen in ihrem Leben und ihre Rolle bei der Gründung der Universität Kassel interviewt.

## Mitgliedschaften in wissenschaftspolitischen Gremien
- 1993–1994: Mitglied des Beirats des BLK-Modellversuchs „Förderung von Studentinnen in natur- und ingenieurwissenschaftlichen Fächern“ an der Universität Paderborn
- 1994–1999: Kuratorin der Volkswagenstiftung
- seit 1994: Mitglied des Wissenschaftlichen Beirats des FrauenMediaTurm
- 1994–1998: Mitglied der Jury des Elisabeth-Selbert-Preises
- 1995–1999: Mitglied des Wissenschaftlichen Beirats des Modellversuchs „Globalhaushalt an Modellhochschulen in Niedersachsen“ beim Niedersächsischen Ministerium für Wissenschaft und Kultur
- 1996–1998: Kuratorin des Deutschen Studienpreises der Körber-Stiftung
- 2003–2008: Mitglied des Universitätsrats der Universität Wien

## Schriften
- Die Frauenuniversität. In: Anne Schlüter, Christine Roloff, Maria Anna Kreienbaum (Hrsg.): Was eine Frau umtreibt. Frauenbewegung – Frauenforschung – Frauenpolitik. Festschrift zum 50. Geburtstag von Sigrid Metz-Göckel. Centaurus, Pfaffenweiler 1990, ISBN 3-89085-424-9, S. 65–74.
- (Hrsg.): Aufstand im Haus der Frauen. Frauenforschung aus der Türkei. Aus dem Türkischen von Meral Akkent. Aus dem Englischen und Französischen von Karin Ayche. Orlanda, Berlin 1991, ISBN 3-922166-66-0.
- mit Ulrich Teichler, Helmut Winkler (Hrsg.): Hochschule Staat Politik. Christoph Oehler zum 65. Geburtstag. Campus, Frankfurt am Main 1993, ISBN 3-593-35010-6.
- mit Angelika Wetterer (Hrsg.): Vielfältige Verschiedenheiten. Geschlechterverhältnisse in Studium, Hochschule und Beruf. Campus, Frankfurt am Main, New York 1999, ISBN 3-593-36382-8.
- (Hrsg.), Christiane Bradatsch, Gabriele Kreutzner (Mitarb.): Die eigene Hochschule. Internationale Frauenuniversität „Technik und Kultur“. Schriftenreihe der Internationalen Frauenuniversität „Technik und Kultur“. Band 1. Leske und Budrich, Opladen 2000, ISBN 3-8100-2958-0.
Beitrag von Aylâ Neusel: Die Internationale Frauenuniversität „Technik und Kultur“. Das Besondere des Konzeptes. S. 33–56.
- mit Margot Poppenhusen (Hrsg.): Universität neu denken. Die Internationale Frauenuniversität „Technik und Kultur“. Schriftenreihe der Internationalen Frauenuniversität „Technik und Kultur“. Band 8. Leske und Budrich, Opladen 2002, ISBN 3-8100-3443-6.
Beitrag von Aylâ Neusel: ifu als Kind ihrer Zeit. Grenzverschiebungen zwischen Staat und Hochschule. S. 301–316.
- Eine Universität neu denken. In: Marion Kamphans, Sigrid Metz-Göckel, Karin Zimmermann: Hochschule im Dialog der Geschlechter und Generationen. Wiesbaden 2006.

## Ehrungen
- 1996: Festschrift zum 60. Geburtstag von Aylâ Neusel:
Sigrid Metz-Göckel, Angelika Wetter (Hrsg.): Vorausdenken – Querdenken – Nachdenken. Texte für Aylâ Neusel. Campus, Frankfurt am Main, New York 1996, ISBN 3-593-35448-9.
- 1996: Hessischer Verdienstorden
- 2001: Sonderpreis der Hochschulrektorenkonferenz für herausragende Leistungen in der internationalen Hochschulzusammenarbeit[4]
- 2001: Bundesverdienstkreuz 1. Klasse für langjähriges wissenschaftliches, frauenpolitisches und gewerkschaftliches Engagement[5]
- 2006: Erste Preisträgerin der „Stiftung Aufmüpfige Frauen“
- 2009: Österreichisches Ehrenkreuz für Wissenschaft und Kunst[2]